# Chuginadak
Chuginadak (en anglès Chuginadak Island, en aleutià Tanax̂ Angunax̂) és l'illa més gran de les Illes Four Mountains, un subgrup de les Illes Aleutianes, Alaska, Estats Units. El nom va ser publicat el 1852 en un mapa pel capità Tebenkov.
L'illa fa aproximadament 22,5 per 10 quilòmetres de llargada i en ella hi destaca el mont Cleveland, un actiu estratovolcà que ocupa tota la meitat occidental de l'illa. Una estreta franja de terra separa aquest volcà de la part oriental de l'illa.